# Бри, Элисон
Э́лисон Бри Ше́рмерхорн (англ. Alison Brie Schermerhorn, род. 29 декабря 1982, Голливуд, Лос-Анджелес, штат Калифорния, США), профессионально известная как Элисон Бри (англ. Alison Brie) — американская актриса. Двукратная номинантка на премию «Золотой глобус» за роль в сериале «Блеск» (2018, 2019). Бри прославилась благодаря ролям Энни Эдисон в комедийном телесериале канала NBC «Сообщество» и Труди Кэмпбелл в «Безумцах» — драме кабельного канала AMC.

## Ранние годы
Элисон Бри родилась и выросла в Голливуде. Её мать была еврейкой и преподавала в Еврейском общественном центре (англ. Jewish Community Center) Южной Калифорнии, в театре которого и состоялось самое первое выступление Элисон. Это был спектакль «Волшебник страны Оз», где она в возрасте 5—6 лет сыграла Тото — пёсика главной героини Дороти. Отец Бри – музыкант и репортер. Патрилинеальное происхождение Элисон можно проследить до Рейера Шермерхорна, который родился в 1541 году в городе Шермерхорн, в Уотерланде, Северная Голландия (Нидерланды).
Бри окончила Старшую школу Южной Пасадины и поступила в Калифорнийский институт искусств. Во время обучения Элисон участвовала в программе обмена студентами, поэтому один из семестров она провела в Королевской шотландской академии музыки и драмы. По окончании института в 2005 году она получила степень бакалавра изящных искусств в области театра.
Перед началом карьеры киноактрисы Бри работала аниматором на детских праздниках, а также играла на сцене местных театров Калифорнии — «Odyssey», «Write-Act» и «Rubicon». Наиболее известными её работами в театре «Rubicon» были роль Марго в «Дневнике Анны Франк» и Офелия из трагедии Шекспира «Гамлет», за которую Элисон была отмечена наградой «Indy Award».

## Карьера
Одной из первых работ Бри на телевидении была роль начинающей парикмахерши Нины в одной из серий «Ханны Монтана». Также она исполняла роль Ребекии Фуллер в интернет-сериале «Моё алиби». Но наибольшую известность и признание она получила как Труди Кэмпбелл из телесериала «Безумцы», премьера которого состоялась на AMC 19 июля 2007 года. Как одна из участниц ансамбля актёров сериала, за эту роль в 2009 году Элисон получила премию американской Гильдии киноактёров в номинации «Лучший актёрский состав в драматическом сериале».
Начиная с осени 2009-го по 2015 год Элисон исполняла роль Энни Эдисон в телевизионной комедии NBC «Сообщество».
В 2010 году она снималась для октябрьского номера «Men's Health» в рамках проекта «Women of Men’s Health», а мужской журнал «Maxim» включил Элисон Бри в свой список «Hot 100» за 2010 год. На это в своём Твиттере она отреагировала следующим образом:

Ещё я только что обнаружила себя в списке «Hot 100» журнала «Maxim» на… 99 месте. Эмм…спасибо?
Оригинальный текст (англ.)Also, I just found out I'll be included in Maxim's Hot 100 List...at #99. Umm...thanks?

В 2011 году вышли две полнометражные картины с участием Элисон Бри — драма «Монтана Амазон» и фильм ужасов «Крик 4». В 2012 году актрису можно было увидеть во второстепенной роли в комедии Николаса Столлера «Немножко женаты» с Джейсоном Сигелом и Эмили Блант, в 2013-м – в фильме «Короли лета», а в 2015-м – в мелодраме «Любовь без обязательств». Также, в 2014 году Элисон Бри озвучила Кисоньку в анимационной комедии «Лего. Фильм». 5 лет спустя она вновь вернется к этой роли в сиквеле.
В 2017 году Бри исполнила одну из ведущих ролей в сериале «Блеск», за которую в 2018-м (а затем вновь в 2019-м) получила номинацию на премию «Золотой глобус» за лучшую женскую роль в телевизионном сериале — комедия или мюзикл. В том же 2017-м Бри сыграла в биографической комедии Джеймса Франко «Горе-творец», а также в биографической драме Стивена Спилберга «Секретное досье» с Мерил Стрип и Томом Хэнксом. Картина была номинирована на 2 премии Оскар, включая категорию «Лучший фильм».
В январе 2021 года в российский прокат выйдет триллер «Девушка, подающая надежды» с Кэри Маллиган в главной роли. Фильм повествует о девушке, ведущей двойную жизнь и уверенной, что нет ничего соблазнительнее мести. Бри сыграла в картине роль Мэдисон.

## Личная жизнь
В марте 2017 года Бри вышла замуж за актёра Дэйва Франко, с которым встречалась 5 лет до свадьбы.

## Фильмография
| Год       |     | Русское название                | Оригинальное название             | Роль                                                                      |
| --------- | --- | ------------------------------- | --------------------------------- | ------------------------------------------------------------------------- |
| 2004      | кор | Украденная поэма                | Stolen Poem                       | Элис (англ. Alice)                                                        |
| 2006      | с   | Ханна Монтана                   | Hannah Montana                    | Нина                                                                      |
| 2007      | ф   | Дикки Смоллс: От позора к славе | Dickie Smalls: From Shame to Fame | Мия (англ. Mya)                                                           |
| 2007      | тф  | Недетский выпускной             | Not Another High School Show      | Маффи (англ. Muffy)                                                       |
| 2007      | ф   | Ребенок Сатаны                  | Born                              | Мэри Элизабет (англ. Mary Elizabeth)                                      |
| 2007      | с   | Безумцы                         | Mad Men                           | Труди Кэмпбелл (англ. Trudy Campbell)                                     |
| 2008      | кор | Спасение, Техас                 | Salvation, Texas                  | Лиза Солтер (англ. Lisa Salter)                                           |
| 2008      | ф   | Парасомния                      | Parasomnia                        | Дарси (англ. Darcy)                                                       |
| 2008      | ф   | Прикрытие                       | The Coverup                       | Грейс (англ. Grace)                                                       |
| 2008      | тф  | Последний урок                  | The Deadliest Lesson              | Эмбер (англ. Amber)                                                       |
| 2008      | с   | Моё алиби                       | My Alibi                          | Ребекка Фуллер (англ. Rebecca Fuller)                                     |
| 2008      | кор | Бадди и Энди                    | Buddy 'n' Andy                    | Мишель (англ. Michelle)                                                   |
| 2009      | тф  | Дом мужей                       | House Husbands                    | Мама №1 (англ. Mom #1)                                                    |
| 2009      | с   | Горячие шлюшки                  | Hot Sluts                         | Эмбер (англ. Amber)                                                       |
| 2009      | кор | Одна наша ночь                  | Us One Night                      | Элисон (англ. Alyson)                                                     |
| 2009—2015 | с   | Сообщество                      | Community                         | Энни Эдисон (англ. Annie Edison)                                          |
| 2010      | ф   | Малиновая магия                 | Raspberry Magic                   | Мисс Брэдли (англ. Ms. Bradlee)                                           |
| 2011      | ф   | Монтана Амазон                  | Montana Amazon                    | Элла (англ. Ella)                                                         |
| 2011      | ф   | Крик 4                          | Scream 4                          | Ребекка Уолтерс                                                           |
| 2012      | ф   | Немножко женаты                 | The Five-Year Engagement          | Сьюзи Барнс (англ. Suzie Barnes)                                          |
| 2013      | ф   | Короли лета                     | The Kings of Summer               | Хизер Той (англ. Heather Toy)                                             |
| 2014      | мф  | Лего. Фильм                     | The Lego Movie                    | Кисонька (англ. Unikitty)                                                 |
| 2014—2020 | мс  | Конь БоДжек                     | BoJack Horseman                   | Дайен Нгуен (англ. Diane Nguyen)                                          |
| 2015      | ф   | Крепись!                        | Get Hard                          | Алисса Барроу (англ. Alissa Barrow)                                       |
| 2015      | ф   | Любовь без обязательств         | Sleeping With Other People        | Лэйни (англ. Lainey)                                                      |
| 2016      | ф   | В активном поиске               | How to Be Single                  | Люси (англ. Lucy)                                                         |
| 2016      | ф   | Охотник с Уолл-стрит            | A Family Man                      | Линн Вогель (англ. Linn Vogel)                                            |
| 2015      | ки  | Lego Dimensions                 | Lego Dimensions                   | Кисонька (англ. Unikitty)                                                 |
| 2017      | ф   | Малые часы                      | The Little Hours                  | Алессандра (англ. Alessandra)                                             |
| 2017      | с   | Блеск                           | GLOW                              | Рут «Зоя-разрушительница» Уайлдер (англ. Ruth "Zoya the Destroya" Wilder) |
| 2017      | ф   | Горе-творец                     | The Disaster Artist               | Эмбер (англ. Amber)                                                       |
| 2017      | ф   | Секретное досье                 | The Post                          | Лэлли Грэм (англ. Lally Weymouth)                                         |
| 2020      | ф   | Девушка, подающая надежды       | Promising Young Woman             | Мэдисон (англ. Madison McPhee)                                            |
| 2020      | ф   | Кто не спрятался                | The Rental                        | Мишель (англ. Michelle)                                                   |
| 2020      | ф   | Самый счастливый сезон          | Happiest Season                   | Слоан (англ. Sloane Caldwell)                                             |
| 2023      | ф   | Кто-то, кого я знал             | Somebody I Used to Know           | Элли (англ. Ally)                                                         |
| 2023      | ф   | Телохранитель на фрилансе       | Freelance                         | Клэр Веллингтон (англ. Claire Wellington)                                 |
| 2024      | с   | Яблоки не падают никогда        | Apples Never Fall                 | Эми Дилейни (англ. Amy Delaney)                                           |
| 2025      | ф   | Одно целое                      | Together                          | Милли (англ. Millie)                                                      |
| 2026      | ф   | Властелины Вселенной            | Masters of the Universe           | Зло-Лин (англ. Evil-Lyn)                                                  |